# Neptune Islands
Le Neptune Islands sono due gruppi di isole situate nella Gran Baia Australiana a sud della penisola di Eyre, all'entrata del golfo di Spencer, nell'Australia Meridionale (Australia). Le isole e le acque circostanti (eccetto Lighthouse Island) fanno parte del Neptune Islands Conservation Park che copre un'area di 145,7 km².

## Geografia
I due gruppi di isole, distanti fra loro 9 km, sono situate a sud-sud-est di Cape Catastrophe e a sud di Thistle Island:
- Le North Neptune Islands, che hanno un'area complessiva di 2,43 km², consistono in un'isola maggiore, alta 49 m, e un isolotto alto 29 m. Distano 27,8 km dalla terraferma.[2]
- Le South Neptune Islands sono due piccole isole; quella settentrionale è alta 35 m e ha un'area di 1,04 km; quella meridionale, nota anche come Lighthouse Island (isola del faro)[3], raggiunge i 37 m e ha un'area di 0,98 km. Si trovano a 38,9 km da Cape Catastrophe.[2]
- È associato ai due gruppi di isole un affioramento di rocce noto come Low Rocks situato circa 6,5 km a nord del gruppo di isole settentrionali.

## Fauna
Sono diffusi sulle isole i leoni marini e le otarie orsine, che attirano un significativo numero di esemplari di grande squalo bianco, rendendo le isole uno degli hotspot più importanti al mondo.
C'è una popolazione di aquila pescatrice panciabianca e altri rapaci come il falco pellegrino, l'albanella australiana e il gheppio australiano. Colonie riproduttrici di oche di Cape Barren sono presenti nel gruppo del nord, mentre in quello sud sono presenti le berte codacorta, i gabbiani australiani e i beccapesci veloce. Si trovano inoltre sulle isole: il melifago frontebianca, la pavoncella mascherata. il pappagallo di roccia, la rondine benvenuta, l'occhialino dorsogrigio e la quaglia delle stoppie.

## Toponimo
Matthew Flinders le ha chiamate Neptune's Isles (isole di Nettuno), il 21 febbraio 1802, perché sembravano inaccessibili agli uomini.